# Anthrax armeniacus
Anthrax armeniacus är en tvåvingeart som beskrevs av Paramonov 1935. Anthrax armeniacus ingår i släktet Anthrax och familjen svävflugor. Inga underarter finns listade i Catalogue of Life.